# Clemente Montes
Clemente José Montes Barroilhet (* 25. April 2001 in Vitacura) ist ein chilenischer Fußballspieler, der aktuell beim CD Universidad Católica unter Vertrag steht und an Celta Vigo B verliehen ist.

## Karriere

### Verein
Montes begann seine fußballerische Ausbildung beim CD Universidad Católica in Chile. Im Januar 2020 erhielt er einen Profivertrag, erlitt jedoch zunächst einen Kreuzbandriss. So debütierte er erst am 22. Spieltag, an Silvester gegen die Santiago Wanderers. Gegen den CD Huachipato schoss er, bei seinem zweiten Spiel, sein erstes Tor und legte zudem eines auf. Bis zum Saisonende spielte er insgesamt neunmal, schoss ein Tor und gab zwei Torvorlagen. Mit der Mannschaft holte er das Double aus Liga und Supercup. Anfang der Folgesaison schoss er gegen den Club Nacional bei seinem internationalen Debüt in der Copa Libertadores direkt sein erstes Tor auf internationaler Ebene.

### Nationalmannschaft
Montes debütierte, ohne Erfahrungen im Juniorenbereich der Chilenen, am 27. März 2021 in einem Testspiel gegen Bolivien für die A-Nationalmannschaft Chiles. Anschließend wurde er von Trainer Martín Lasarte in den endgültigen Kader für die Copa América 2021 berufen. In der Gruppenphase saß er drei Mal auf der Reservebank, kam aber zu keinen Einsätzen.

## Erfolge
CD Universidad Católica
- Primera División (2): 2020, 2021
- Super Copa: 2020